# Мелентьевский
Мелентьевский — посёлок в Коношском районе Архангельской области. Входит в состав сельского поселения МО «Вохтомское».

## География
Посёлок находится к северу от райцентра Коноша, на участке Северной железной дороги Коноша — Няндома, на реке Коноша (приток Волошки). К югу от посёлка находится деревня Овражное, к северу — посёлок Фоминский.

## Население
| 2002 | 2010 | 2012 |
| ---- | ---- | ---- |
| 572  | ↘418 | ↘406 |

Численность населения посёлка, по данным Всероссийской переписи населения 2010 года, составляла 418 человек. В 2009 году числилось 789 человек. Это крупнейший населённый пункт Вохтомского сельского поселения.

## Транспорт
Железнодорожная станция Мелентьевский относится к Архангельскому региону Северной железной дороги. Расстояние от Москвы 719 км.

### Карты
- Мелентьевский на Wikimapia
- Топографическая карта P-37-105,106. Подюга
- Мелентьевский. Публичная кадастровая карта